# Ichán
Ichán är en ort i Mexiko.   Den ligger i kommunen Chilchota och delstaten Michoacán de Ocampo, i den centrala delen av landet, 300 km väster om huvudstaden Mexico City. Ichán ligger 1 902 meter över havet och antalet invånare är 3 883.
Terrängen runt Ichán är kuperad. Runt Ichán är det ganska tätbefolkat, med 116 invånare per kvadratkilometer. Närmaste större samhälle är Puréparo de Echaíz, 7,7 km nordost om Ichán. I omgivningarna runt Ichán växer huvudsakligen savannskog.